# تانيارادزوا (فلم)
تانيارادزوا (بالإنجليزية: Tanyaradzwa)، هُو فيلم دراما زيمبابوي صدر سنة 2005، وقد أخرجه وكتب نصه تاواندا غوندا موبينغو.

## روابط خارجية
- مقالات تستعمل روابط فنية بلا صلة مع ويكي بيانات